# 331 км
331 км (біл. 331 км) — зупинний пункт Могильовського відділення Білоруської залізниці в Бобруйському районі Могильовської області. Розташований за 1 км на північний схід від села Телуша; на лінії Жлобин — Осиповичі I, поміж зупинним пунктом Малинники і станцією Савичі.